# Jean-Paul Goude
Jean-Paul Goude (ur. 8 grudnia 1940 w Saint-Mandé) – francuski projektant grafiki, ilustrator, artysta fotograf i reżyser reklam. W latach 70. pracował jako dyrektor artystyczny magazynu „Esquire” w Nowym Jorku, był twórcą choreografii Bicentennial Parade (1989) w Paryżu z okazji 200. rocznicy Rewolucji Francuskiej. Ponadto, w ciągu ostatnich trzech dekad, stworzył znane kampanie i ilustracje do takich marek, jak Perrier, Citroën, Kodak, Chanel i Shiseido. Trzykrotnie nominowany do Césara w kategorii najlepszy film reklamowy.

## Życiorys

### Wczesne lata
Urodził się w Saint-Mandé na wschodnich obrzeżach Paryża w standardowej rodzinie – jego ojciec był rodowitym francuzem, matka – amerykańską tancerką z Broadwayu. Od najmłodszych lat nasiąkał artyzmem w szkole tańca, którą prowadziła jego matka. Jego najwcześniejszą inspiracją był druk, kreatywne i niebanalne layouty reklamowe z połowy XX wieku. Zaczął rysować już w wieku 6 lat. Studiował w École Nationale Supérieure des Arts Décoratifs w Paryżu.
W tym samym czasie zaczął realizować zamówienia dla domów handlowych, m.in. dla Printemps, w którym udekorował dział męski setką swoich grafik. Jego styl stał się bardzo charakterystyczny – mocny kontur, kontrast i zdecydowana linia, rysunek nie jest zakończeniem procesu twórczego. Inspiracje pochodziły z wielu różnych źródeł od pop-kultury aż po tradycyjne, afrykańskie wpływy.

### Kariera
W 1968 został dostrzeżony i zaproszony przez Harolda Hayesa, wydawcę magazynu „Esquire”, by jako ilustrator-freelancer przygotował specjalne wydanie z okazji 75. numeru tytułu. Kilka miesięcy później, został w pełnym wymiarze czasu stałym członkiem redakcji, mimo że miał niewielkie doświadczenie w pracy. Potem przez siedem lat pełnił funkcję dyrektora artystycznego w Nowym Jorku. W 1970 spotykał się z modelką Zouzou.
Następnie w 1979 na nowojorskiej scenie disco spotkał modelkę i piosenkarkę Grace Jones. Byli bywalcami w nowojorskim Studio 54. W latach 1981–1985 Goude był konsultantem wizerunku Jones, opracowywał choreografię jej występów na żywo na scenie, reżyserował jej teledyski, m.in. „Slave to the Rhythm”, a także projektował okładki jej albumów, szczególnie Island Life czy reklamę Citroën CX (1985). Ich związek zakończył się przed urodzeniem ich syna Paulo (ur. 1979). Sceniczna kreacja Grace Jones stanowiła ogromną inspirację dla świata sztuki i mody. Na jej wizerunku wychowały się setki artystów, swoją tożsamość budowały środowiska queerowe, a projektanci mody czerpali pełnymi garściami z jej niezwykłego stylu mieszającego seks, androginiczność i kontrast.
Następnie pracował przy reklamach telewizyjnych. Pierwszy spot reklamowy powstał dla firmy Lee Cooper (1982) do muzyki z baletu Igora Strawinskiego Święto wiosny; pomieszanie inspiracji etno, surrealizmu i ogromnego poczucia humoru. Po realizacji reklamy perfum Égoïste (1990), w reklamie dla Chanel (1992) modelka Vanessa Paradis wystąpiła w klatce dla ptaków, wyglądając jak Kanarek Tweety. Z kolei w kampanii dla Zen perfum Shiseido wziął udział francuski aktor Karl E. Landler.
Poślubił Karen Park Goudé, z którą ma córkę Loreleï (ur. 1996) i syna Théo (ur. 1998).